# Calcidius

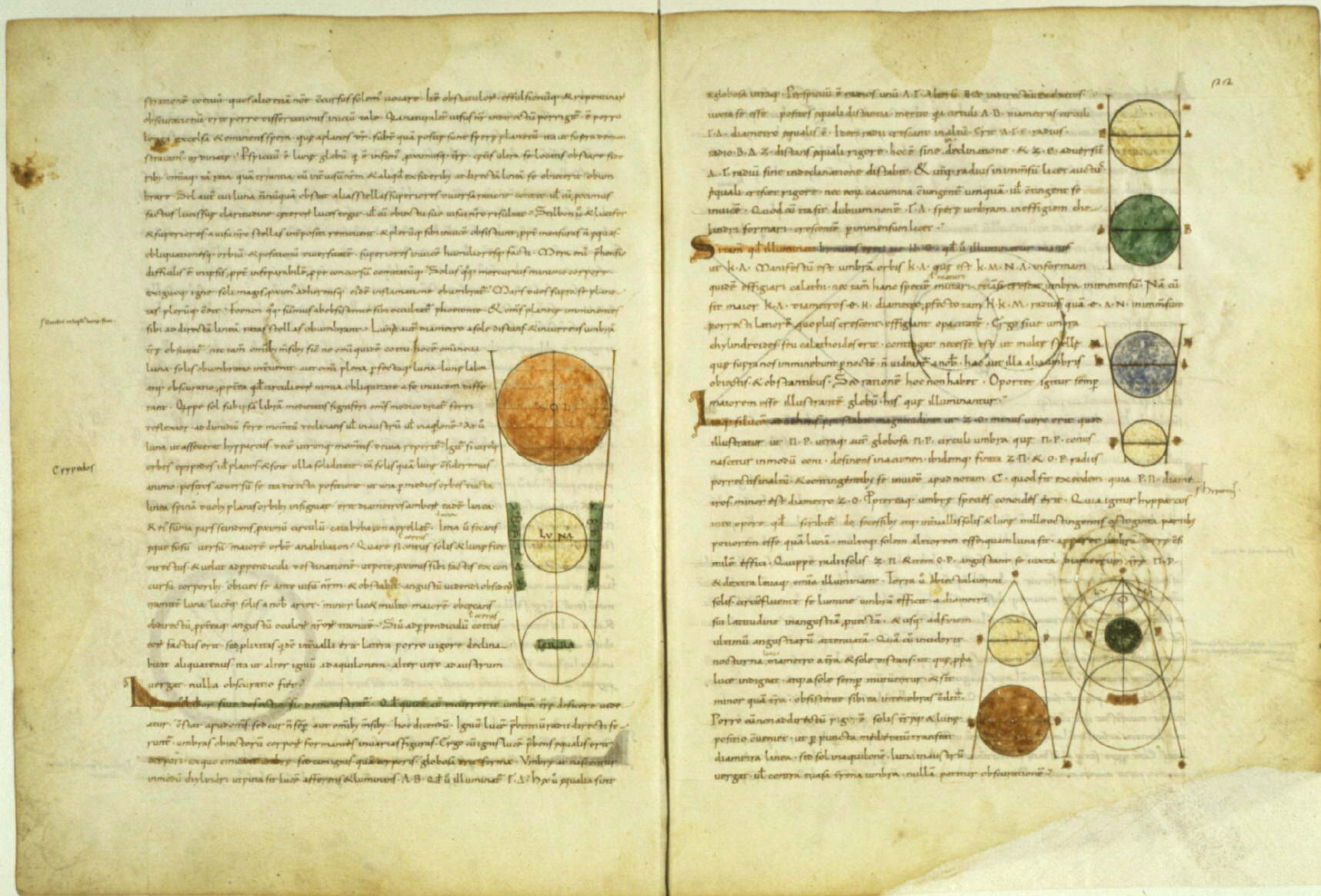
Seiten einer Handschrift des Timaios-Kommentars des Calcidius. Vatikan, Vatikanische Apostolische Bibliothek, Codex Reginensis Latinus 1308 (11. Jahrhundert)

Calcidius (auch Chalcidius geschrieben) war ein spätantiker Gelehrter und Philosoph. Er lebte im 4. und vielleicht noch im frühen 5. Jahrhundert im Westen des Römischen Reichs.
Als Platoniker wollte Calcidius Platons Naturphilosophie, die in dem Dialog Timaios in griechischer Sprache dargelegt ist, einem gebildeten Lesepublikum, das nicht mehr über hinreichende Griechischkenntnisse verfügte, zugänglich und verständlich machen. Zu diesem Zweck übersetzte er einen Teil des Timaios ins Lateinische und verfasste einen ausführlichen lateinischen Kommentar zu dem anspruchsvollen, erläuterungsbedürftigen Text. Dabei berücksichtigte er auch christliche Vorstellungen. Inwieweit er sich selbst zum Christentum bekannte, ist unklar und in der Forschung umstritten.
Calcidius betonte seine kritische Distanz zu den früheren Platon-Auslegern. Sein besonderes Interesse galt der mathematischen Grundlage der Weltordnung, dem Zusammenhang zwischen den unterschiedlichen Bestandteilen des Universums und der Problematik der menschlichen Willensfreiheit in einer von der Vorsehung gelenkten Welt. Ein Kerngedanke seiner Kosmologie und Anthropologie ist das Konzept der Analogie zwischen dem Kosmos und dem Menschen. Dabei erscheint der Mensch als Abbild des Kosmos, als Welt im Kleinen.
Im Mittelalter wurde das Werk des Calcidius intensiv studiert. Es bildete jahrhundertelang die Hauptgrundlage der direkten Platonrezeption im lateinischen Abendland und gab Impulse zur Verschmelzung von platonischer und christlicher Kosmologie. Seine starke Nachwirkung erstreckte sich auch auf den frühen Renaissance-Humanismus. Die moderne Forschung befasst sich insbesondere mit der Wirkungsgeschichte und der Frage nach den heute verlorenen Quellen, die Calcidius zur Verfügung standen.

## Leben
Die Herkunft des Schriftstellers ist unbekannt. Anscheinend nannte er sich Calcidius; die alternative Namensform Chalcidius gilt als nicht authentisch. Der Name ist zwar griechischen Ursprungs (Χαλκίδιος Chalkídios), doch wurde bei der Latinisierung aus dem Ch ein C, die Aspiration wurde nicht beachtet.
Über das Leben des Calcidius ist fast nichts bekannt. In der älteren Forschung dominierte die Annahme, dass er in der ersten Hälfte des 4. Jahrhunderts lebte. Einen Anhaltspunkt dafür schien der Widmungsbrief zu seinem Werk, den er an seinen engen Freund Osius richtete, zu bieten. Dem Brief ist zu entnehmen, dass Osius ein angesehener Gelehrter war, der Calcidius den Auftrag zu der Übersetzung erteilt hatte. In einem Teil der handschriftlichen Überlieferung wird Osius als spanischer Bischof und Calcidius als Archidiakon bezeichnet. Tatsächlich gab es einen Bischof von Córdoba namens Ossius (Hosius), der in den 350er Jahren starb. Darauf beruht die früher verbreitete chronologische Einordnung der Tätigkeit des Calcidius. Jan Hendrik Waszink hat jedoch gezeigt, dass die Identifizierung von Calcidius’ Freund mit dem gleichnamigen Bischof unzureichend belegt ist, denn ihre handschriftliche Bezeugung reicht nur bis ins 11. Jahrhundert zurück und keine dieser Handschriften hat eine Beziehung zu Spanien. Es gibt keinen stichhaltigen Beleg dafür, dass Calcidius auf der Iberischen Halbinsel lebte. Somit entbehrt auch die ältere Datierung von Leben und Werk des Timaios-Kommentators einer tragfähigen Basis.
Von diesem Ergebnis ausgehend hat Waszink für eine Spätdatierung plädiert. Hauptsächlich aus sprachlichen Gründen hat er die Hypothese vorgetragen, dass Calcidius den Timaios erst um die Wende vom 4. zum 5. Jahrhundert übersetzt und kommentiert habe, als es im Westen des Imperiums auch für Gebildete nicht mehr selbstverständlich war, über profunde Griechischkenntnisse zu verfügen. Dies sei wohl in Italien geschehen. Der Auftraggeber sei vermutlich mit einem aus Mailand stammenden, nur durch seine dortige Grabinschrift bezeugten vornehmen Römer namens Hosius zu identifizieren, der nacheinander die hohen Hofämter des comes rerum privatarum und des comes sacrarum largitionum bekleidete. Calcidius sei wohl in der Heimatstadt seines Freundes tätig gewesen. Für eine Entstehung des Werkes in Mailand haben sich auch Pierre Courcelle Christine Ratkowitsch und Béatrice Bakhouche ausgesprochen, der Datierung um 400 hat Eckart Mensching zugestimmt. Einwände gegen Waszinks Argumentation hat jedoch John M. Dillon erhoben. In der neueren Forschung gilt die Frage meist als offen; es wird nicht ausgeschlossen, dass die alte Gleichsetzung des Auftraggebers mit dem Bischof von Córdoba doch zutrifft.
Die religiöse Haltung des Calcidius geht aus seinen Ausführungen nicht klar hervor. Ein glühender Christ war er offensichtlich nicht, denn er zeigte keine Präferenz für die christliche Schöpfungslehre gegenüber der platonischen und versuchte nicht, den Timaios zu christianisieren. Auf ein zumindest nominelles Bekenntnis zum christlichen Glauben scheinen Stellen zu deuten, an denen er auf die Bibel und die Exegese der „Hebräer“ Bezug nahm. Ein Beweis für Zugehörigkeit zum Christentum ist das jedoch nicht; es zeigt nur, dass er sich an christliche Leser wandte, zu denen offenbar sein Freund und Auftraggeber Osius zählte. Manche Historiker halten Calcidius für pagan, andere für einen Christen. Eine mittlere Linie verfolgen Forscher, die meinen, er habe sich in einer Zwischenzone zwischen biblischem Glauben und dem Weltbild des Timaios bewegt, entweder als nomineller Christ, der an der platonischen Kosmologie festhielt, oder als paganer, aber christlich beeinflusster Philosoph.

## Übersetzung und Kommentierung desTimaios
Die Timaios-Übersetzung des Calcidius mit Kommentar ist, soweit bekannt, sein einziges Werk. Etwa ein Viertel des Dialogs hatte schon Cicero ins Lateinische übertragen. Auch Calcidius übersetzte nur einen Teil des Timaios, der etwas weniger als die erste Hälfte ausmacht (von 17a1 bis 53c2 nach der Stephanus-Paginierung). Seine Übersetzung unterscheidet sich beträchtlich von der Ciceros, die er möglicherweise nicht kannte. Der Kommentar – der einzige erhaltene lateinische Platon-Kommentar der Antike – bezieht sich nur auf den Text von 31c4 bis 53c3.
Nach einleitenden Ausführungen werden im Kommentar 27 Themen aufgezählt, die dem ganzen Inhalt von Platons Dialog entsprechen und deren Erörterung angekündigt wird. Erhalten sind aber nur die Erläuterungen des Kommentators zu den Themen 1–13, die in dem übersetzten Teil des Dialogs behandelt werden. Ob dies auf Unvollständigkeit des überlieferten Textes zurückzuführen ist oder auf einen Abbruch des Vorhabens, ist unbekannt. Die Darstellung schreitet von einfacheren zu komplexeren Themen fort. Im Widmungsbrief teilte Calcidius seinem Auftraggeber Osius mit, dass er zunächst nur einen Teil des geplanten Werks verfasst habe und diesen nun als Probe übersende; wenn der Empfänger daran Gefallen finde, werde dies ihn, Calcidius, zur Fortsetzung der Arbeit ermutigen.
Calcidius stellte fest, es könne unterschiedliche Gründe dafür geben, dass eine Darlegung dunkel und damit erklärungsbedürftig wirke. Eine Möglichkeit sei, dass der Autor selbst seinen Stoff auf schwerverständliche Weise präsentiere, entweder um den Inhalt bewusst zu verhüllen – als Beispiele nannte Calcidius Heraklit und Aristoteles – oder aus Unfähigkeit. Die anderen möglichen Gründe seien die Ungewohntheit von Neuartigem, Inkompetenz des Publikums und eine Schwerverständlichkeit, die in der Natur des Themas liege. Beim Timaios sei die anspruchsvolle Thematik die Ursache der Verständnisschwierigkeiten. Platon setze bei seinen Lesern beträchtliche Vorkenntnisse in Arithmetik, Geometrie, Astronomie und Musik (den nach antiker Terminologie „mathematischen“ Fächern) voraus. Daraus ergab sich für Calcidius das Erfordernis der Kommentierung. Den Sinn seiner Tätigkeit sah er nicht nur im beschreibenden Erläutern von Platons Aussagen, sondern auch im Beweisen ihrer Richtigkeit durch klar ersichtliche Schlüsse (rationes evidentes).
Bei der Abfassung seines Kommentars konsultierte Calcidius die einschlägige ältere Literatur, soweit sie zu seiner Zeit noch vorhanden und ihm zugänglich war. Aufschluss boten ihm zunächst Platons eigene Werke, in denen er sich gut auskannte. Außerdem verwertete er Gedankengut aus der Abhandlung Über das Gute des Mittelplatonikers Numenios und aus dem Timaios-Kommentar des Peripatetikers Adrastos von Aphrodisias. Diese beiden Schriften sind heute bis auf Fragmente verloren. Umstritten ist, ob ihm das Werk des Adrastos, auf das er nirgends ausdrücklich Bezug nahm, im Originaltext vorlag; auch das des Numenios, den er namentlich erwähnte, kannte er möglicherweise nur aus Zitaten. An einer Stelle gab er eine These des jüdischen Theologen Philon von Alexandria wieder, die aus dessen Werk De opificio mundi stammt; sie war ihm aber wohl nur aus zweiter Hand bekannt. Manche Forscher glauben, dass er den heute nur in Fragmenten erhaltenen Timaios-Kommentar des Porphyrios verwendete, andere lehnen diese Hypothese ab oder sind skeptisch. Auf Äußerungen des Aristoteles nahm er mehrfach Bezug, doch ist unklar, ob ihm dessen Werke im vollen Originaltext zugänglich waren oder nur Inhaltswiedergaben und Zitate einzelner Stellen zur Verfügung standen. Die in älteren Publikationen geäußerte Vermutung, dass Calcidius den Kommentar des Macrobius zu Ciceros Somnium Scipionis benutzt habe, trifft nicht zu, da dieses Werk wohl erst wesentlich später als sein Timaios-Kommentar entstanden ist.
Schriften der Kirchenväter zog Calcidius nicht heran. Er zitierte nur einen einzigen christlichen Autor, den Theologen Origenes, den er als Autorität betrachtete und auf den er sich an einer Stelle ausdrücklich berief. Bezeichnenderweise handelt es sich bei Origenes um einen christlichen Denker, der so stark vom Platonismus beeinflusst war, dass er ab dem ausgehenden 4. Jahrhundert bei vielen Christen als zumindest suspekt galt. Mehrmals gab Calcidius philosophische Meinungen wieder, die er „Hebräern“ zuschrieb. Einer Forschungsmeinung zufolge war die Quelle für dieses „hebräische“ Material der heute verlorene Kommentar des Origenes zum Buch Genesis; nach einer anderen Hypothese bezog Calcidius seine Kenntnisse aus einem anderen, heute ebenfalls verlorenen Werk des Origenes, den Stromateis.

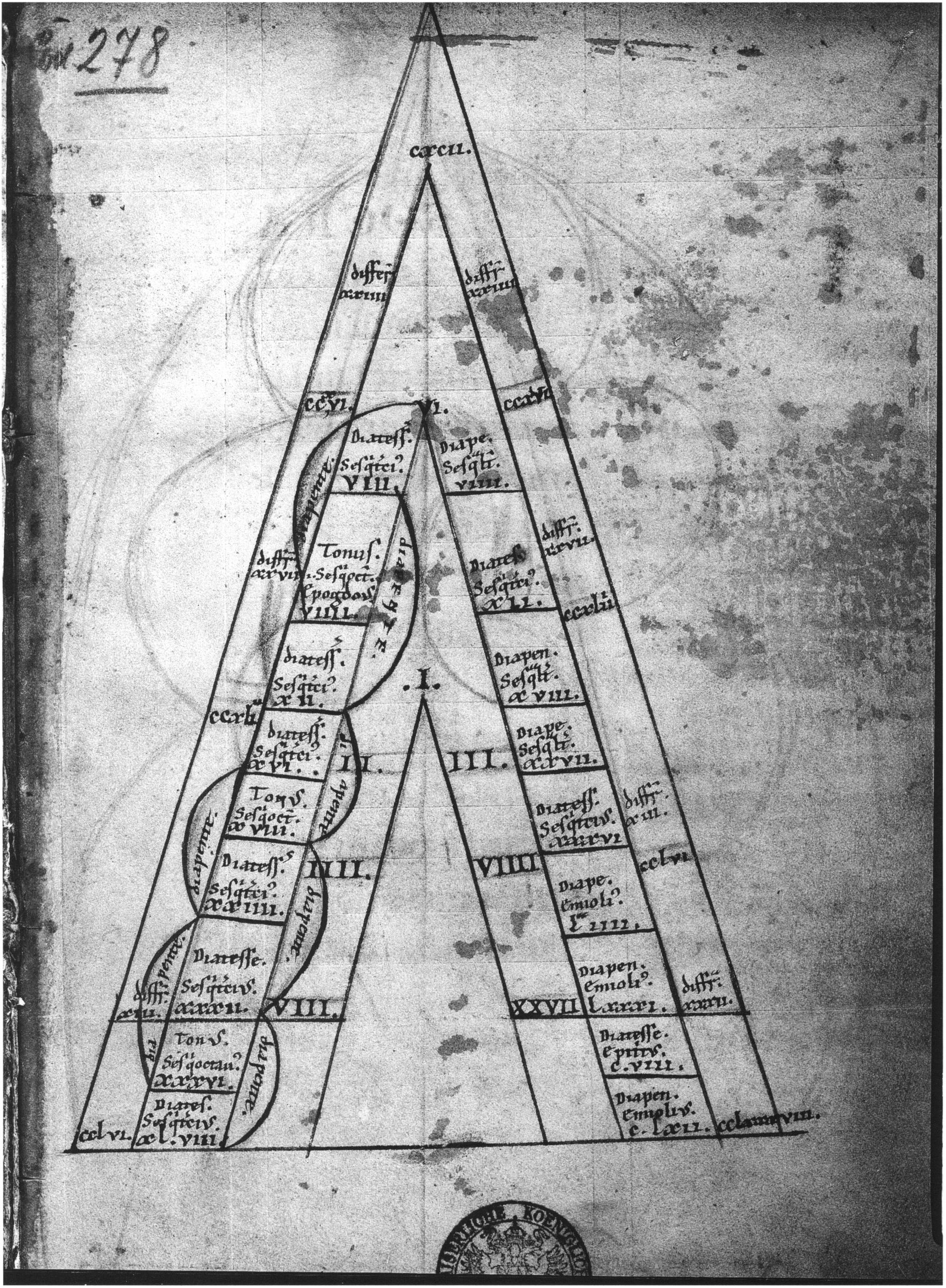
Einfache Form eines aus drei Lambdas zusammengesetzten Diagramms in einer Handschrift des Timaios-Kommentars. Wien, Österreichische Nationalbibliothek, 278, fol. 1r (12. Jahrhundert)

Bei der Erörterung des Stoffs der mathematischen Fächer verwendete Calcidius 25 Diagramme, die er teils älterer Literatur entnahm, teils selbst entwarf. Sechs der Diagramme sind geometrisch und arithmetisch, sie haben die Gestalt von geometrischen Figuren und veranschaulichen den Aufbau des Kosmos. Drei betreffen die Musik und zugleich die mit ihr eng verbundene Seelenlehre; sie illustrieren die Harmonik und zugleich die Harmonie der Weltseele. Es sind Zahlen-Diagramme in der Form des griechischen Buchstabens Lambda (Λ). Diese Darstellungsweise, die hier erstmals in der lateinischen Literatur bezeugt ist, soll auf den Philosophen Krantor von Soloi († 276/275 v. Chr.) zurückgehen. Die übrigen Diagramme dienen der Veranschaulichung astronomischer Aussagen.

## Lehre

### Philosophiegeschichtliche Einordnung
In der Zeit, in der Calcidius lebte, war der Mittelplatonismus bereits vom Neuplatonismus abgelöst worden. In der spätantiken Philosophie war der Neuplatonismus die unangefochten dominierende Schulrichtung. Dennoch wird in der Forschung die Meinung vertreten, dass Calcidius unter inhaltlichen Gesichtspunkten eher unter die Mittelplatoniker als unter die Neuplatoniker einzuordnen sei. Dies wird damit begründet, dass sein Denken den Rahmen der mittelplatonischen Vorstellungen nicht verlasse und dass viele spezifisch neuplatonische Gedanken bei ihm nicht anzutreffen seien. Eine Verbindung zur neuplatonischen Bewegung fehle. Anderer Meinung sind Philosophiehistoriker, die ihn für einen Neuplatoniker halten. Sie meinen, er sei von Lehren des Porphyrios, eines frühen Neuplatonikers, beeinflusst.
Der außerordentliche Respekt, den die paganen Mittel- und Neuplatoniker der Autorität Platons entgegenbrachten, war auch bei Calcidius stark ausgeprägt. Kritisch beurteilte er hingegen die Auslegungen, die der Lehre des Schulgründers im Lauf der Zeit zuteilgeworden waren. Hypothesen, die der platonischen Lehre widersprachen, bekämpfte er energisch. So befand er bei der Besprechung der Optik, Platons Theorie sei von den Wissenschaftlern späterer Zeiten nur teilweise begriffen worden. Auf der Basis eines begrenzten und daher unzulänglichen Verständnisses hätten sie nur jeweils einzelne Teile von Platons Erklärung des Sehens berücksichtigt und so das Ganze verfehlt. Dass das Weltbild des Timaios der Wahrheit schlechthin entspricht, stand für Calcidius außer Zweifel. Er kannte und verwertete zwar die Früchte der seit Jahrhunderten bestehenden Tradition der Platon-Auslegung, wollte sich aber nicht in diese Traditionskette einreihen. Vielmehr betonte er seinen unmittelbaren Rückgriff auf Platons Text und stellte seine Deutung selbstbewusst allen anderen entgegen.
Über die Lehrtraditionen der Philosophenschulen wusste Calcidius gut Bescheid. In seinem Kommentar nahm er zu Lehren der Stoiker Stellung, die er aus platonischer Sicht verwarf. Dabei betonte er den Gegensatz zwischen stoischer und platonischer Philosophie bei der Einschätzung der Willensfreiheit, des Schicksals und der Rolle der Materie in der Weltordnung. Sein Konzept der Vorsehung lässt aber stoischen Einfluss erkennen.

### Kosmologie

#### Die Darstellung des Stoffs

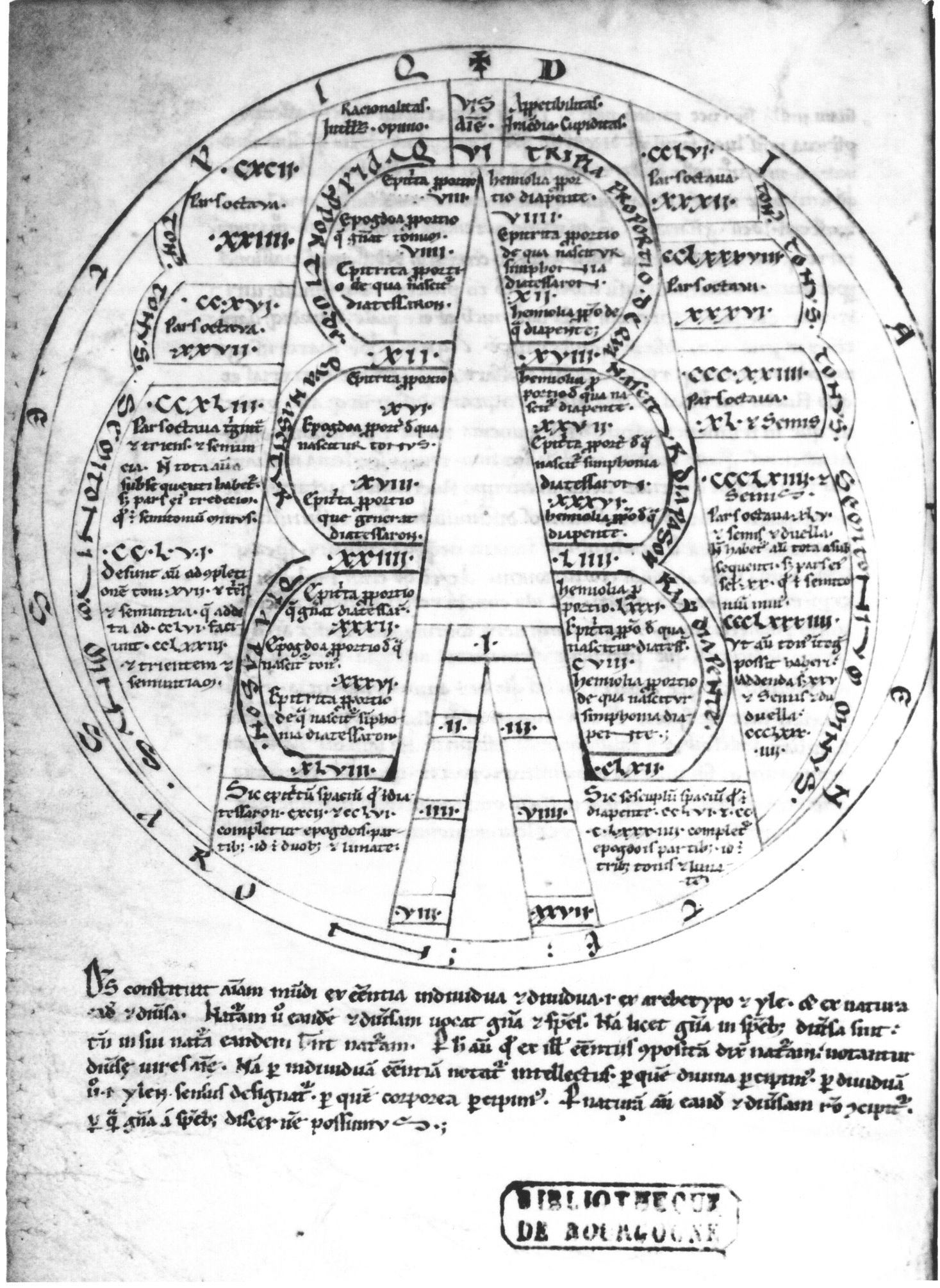
Diagramm aus drei Lambdas zur Mathematik der Weltordnung in einer Handschrift des Timaios-Kommentars. Brüssel, Bibliothèque royale de Belgique, 5093, fol. 26v (13. Jahrhundert)

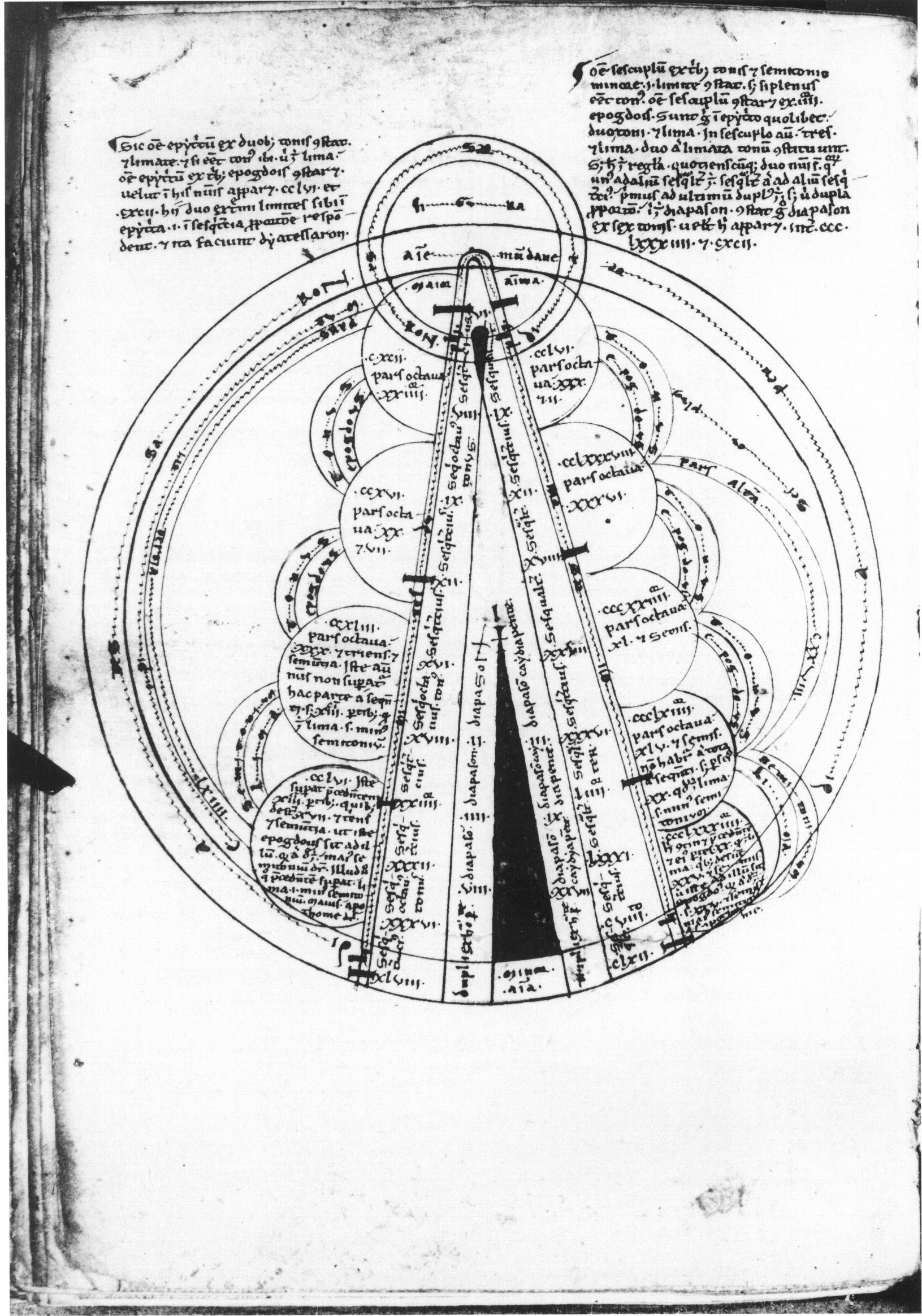
Die Weltseele in der Weltharmonie. Diagramm aus drei Lambdas in einer Handschrift des Timaios-Kommentars. Florenz, Biblioteca Nazionale Centrale, Conv. Soppr. San Marco J.II.50, fol. 61v (13. Jahrhundert)

Calcidius versuchte seinen Lesern das rationale Weltganze verständlich zu machen, so wie es nach seiner Interpretation aus Platons Erzählung hervorgeht. Er stellte sich die Aufgabe, die unsichtbare mathematische Ordnung des zeitlos Gültigen, die sich allein dem Denken erschließt, zu enthüllen. Dabei setzte er visuelle Objekte – Diagramme – ein. Die erkenntnistheoretische Basis für diese Vorgehensweise war sein Verständnis des Sehsinns, den er als den hervorragendsten aller Sinne rühmte. Seine Überlegung war, erst durch den Sehsinn könne alles Erschaffene zum Gegenstand des Denkens werden, und damit werde eine Erkenntnis der Vollkommenheit der Welt ermöglicht. Das Sehen sei ein Erkenntnismittel, dessen wirklicher Nutzen sich erst dann zeige, wenn das Gesehene in den Bereich der Vernunft überführt werde. Der Überführung visueller Wahrnehmung in Erkenntnis sollten die abstrakt-geometrischen Diagramme dienen. Mit ihnen wollte Calcidius die mathematische Ordnung des Kosmos illustrieren. Er wollte zeigen, dass sich die Weltordnung durch genau bestimmbare Relationen zwischen einzelnen Größen auszeichnet. Die Diagramme sollten die Vollkommenheit der irrtumslos eingerichteten Welt offenbaren.
Außerdem hatten die Diagramme manchmal die Aufgabe, visuell eine Erkenntnis herbeizuführen, die das naive Sehen entlarvt. Diesem Zweck dienten die bildlichen Darstellungen der Krümmung des Meeresspiegels und der Bewegungen der Planeten. Dabei ging es um das Verständnis von Gegebenheiten, die dem Auge des unwissenden Betrachters anders erscheinen, als sie sind. Die Diagramme sollten zeigen, wie das Zusammenwirken von Auge und Intellekt einen visuellen Befund korrigiert.

#### Das Analogieprinzip
In der Kosmologie kommt bei Calcidius dem Prinzip der Analogie eine zentrale Rolle zu. Platon hatte im Timaios dargelegt, die Existenz der sinnlich wahrnehmbaren Welt sei darauf zurückzuführen, dass göttlicher Einfluss der eigenschaftslosen Urmaterie eine mathematische Ordnung auferlegt habe. Diese sei im Verhältnis der vier Elemente zu erkennen: das Feuer verhalte sich zur Luft wie die Luft zum Wasser und die Luft zum Wasser wie dieses zur Erde. Demnach ist das Verhältnis der Elemente nach einer geometrischen Proportion gestaltet, bei der die erste von vier Zahlen sich zur zweiten so verhält wie die zweite zur dritten und die dritte zur vierten (beispielsweise 16 : 8 = 8 : 4 = 4 : 2). Von dieser mathematischen Analogie (Verhältnisgleichheit) ging Calcidius aus. Den griechischen Begriff analogía gab er lateinisch mit ratio wieder. Zur Verdeutlichung verwendete er Diagramme. Er betonte die Analogie zwischen der Weltseele und der menschlichen Seele, zwischen dem „Weltkörper“ (mundanum corpus) und dem menschlichen Körper sowie zwischen dem Universum, dem großen Kosmos, und dem Menschen, den er als Kosmos im Kleinen (Mikrokosmos, lateinisch mundus brevis) auffasste. Um den Lesern des Timaios das nach seiner Interpretation des Dialogs richtige Verständnis der platonischen Kosmologie zu ermöglichen, vermittelte er ihnen die erforderlichen Kenntnisse über arithmetische und geometrische Proportionen.
Feuer und Erde stellen in dem Modell extreme Gegensätze dar; Luft und Wasser vermitteln zwischen ihnen gemäß der Proportion und ermöglichen damit eine Konstruktion des Weltkörpers, die ihn im Gleichgewicht hält und seine Auflösung verhindert. Das mathematische Analogieprinzip wird sowohl auf einzelne Eigenschaften der Elemente angewendet als auch auf die Eigenschaftenbündel, welche die Elemente charakterisieren.

#### Der himmlische Bereich
Platon hatte sich in seinem Timaios nicht mit astronomischer Empirie auseinandergesetzt. Für Calcidius hingegen war es ein wichtiges Anliegen, im astronomischen Teil seines Kommentars zu dem Dialog zu zeigen, dass die platonische Kosmologie mit dem astronomischen Wissensstand seiner Zeit vereinbar sei. Auch die christliche Offenbarung wollte er mit der Astronomie in Einklang bringen; er identifizierte den Stern von Betlehem mit dem Sirius („Hundsstern“). Anscheinend ist dies der einzige antike Versuch einer Gleichsetzung mit einem bekannten Stern. Eines der Hauptanliegen des Kommentators war die Erklärung des Umstands, dass manche Planetenbewegungen aus der Sicht irdischer Betrachter als unregelmäßig erscheinen, obwohl nach der platonischen Kosmologie das Gegenteil der Fall ist. Mit den Mitteln, die der damaligen geozentrischen Astronomie zur Verfügung standen, versuchte er zu zeigen, dass es sich um geordnete Bewegungen handle und der gegenteilige Eindruck täusche.
In überirdischen Bereichen des Kosmos verortete Calcidius die Wohnstätten von Wesen, für die er die Bezeichnungen „Engel“ und „Dämonen“ (daemones) verwendete. In seiner Lehre von diesen Wesen griff er sowohl mittelplatonisches als auch biblisches Gedankengut auf. Bei der Übersetzung einer Stelle im Timaios, an der von daímones die Rede ist, gab er erläuternd an: unsichtbare göttliche Mächte, die Dämonen genannt werden. Er nahm an, dass es unter diesen Geschöpfen nicht nur gute, sondern auch bösartige gebe. Beide hielt er für Werkzeuge der göttlichen Vorsehung. Er sah in ihnen Vermittler zwischen dem himmlischen Bereich – dem Feuer der Gestirne – und der irdischen Welt der Menschen. Auch zwischen dem Demiurgen, dem mythischen Weltschöpfer, und den Menschen nehmen die daemones im Weltbild des Calcidius eine vermittelnde Stellung ein. Aus seiner Sicht sind sie notwendige Bestandteile der Weltordnung, denn die Welt bildet sowohl physisch als auch metaphysisch ein Kontinuum, dessen Zusammenhalt durch vermittelnde Instanzen gewährleistet werden muss. In jedem Bereich des Universums gibt es Lebensformen. Je näher ein daemon der Erde ist, desto stärker wird er von ihr ungünstig beeinflusst und desto schlechter ist somit sein Charakter. Die Mittelstellung der daemones zwischen dem göttlichen und dem menschlichen Wesen zeigt sich darin, dass sie einerseits unsterblich sind wie die Götter, andererseits erleidensfähig wie die Sterblichen. Auch hier nimmt Calcidius eine geometrische Proportion an: Gott verhält sich zum Engel oder daemon wie dieser zum Menschen. Die daemones sind keine rein geistigen Wesen, denn sie besitzen ätherische oder luftartige Körper, doch sind sie aufgrund der Beschaffenheit ihrer Körpermaterie der menschlichen Sinneswahrnehmung gewöhnlich entzogen. Manche von ihnen, die in Erdnähe leben, können sich allerdings sichtbar machen. Die menschlichen Seelen sind zwar ebenso wie die überirdischen Wesen unsterblich, aber von ihnen scharf zu unterscheiden, denn die daemones sind den Seelen übergeordnet und stellen eine andere Art von Lebewesen dar. Die von Dichtern verbreitete Vorstellung, es gebe im Menschen eine dämonische Präsenz, die zu schändlichem Verhalten verleite, lehnte Calcidius nachdrücklich ab.

#### Die Materie
Intensiv befasste sich Calcidius mit der Beschaffenheit der Materie, die man seit Aristoteles Hyle zu nennen pflegte; Platon hatte diesen Ausdruck noch nicht verwendet. Da die Grundbedeutung des griechischen Wortes hýlē „Wald“ ist, verwendete Calcidius – soweit bekannt als erster lateinischer Autor – das lateinische Wort für „Wald“, silva, zur Bezeichnung der ungeformten, eigenschaftslosen Urmaterie, die im Timaios behandelt wird. Dies ermöglichte ihm eine terminologische Unterscheidung: Die ewige, ungeschaffene Urmaterie (materia principalis) nannte er silva, die dem Menschen vertraute Materie in Gestalt der vier Elemente Feuer, Wasser, Luft und Erde materia. In der nicht sinnlich wahrnehmbaren Urmaterie sah er eines der Grundprinzipien (initia) der Weltordnung. Nach seinem Verständnis kann die silva weder körperlich noch unkörperlich sein, denn solche Eigenschaften wären bereits Bestimmungen, die dem absolut Unbestimmten, Undifferenzierten und daher Eigenschaftslosen nicht zukommen. Sogar die „Spuren“ (íchnē) der Elemente, die laut dem Timaios in der Urmaterie bereits vorhanden sind, sind für Calcidius an sich nicht körperlich; sie sind nur potentiell als körperlich aufzufassen, weil sie die Grundlage der körperlichen materia bilden. In der Welt der verwirklichten Dinge kommt Urmaterie nicht vor, denn Materie, die konkret existiert, muss immer Eigenschaften aufweisen.
Da die platonische Urmaterie bestimmungslos ist, ist sie auch kraftlos; sie spielt im platonischen Weltmodell eine rein passive Rolle. Ein schwieriges Problem ist daher für die Timaios-Interpreten die Erklärung der chaotischen Bewegung, die der Urmaterie im Dialog zugeschrieben wird, ohne dass dort ihre Ursache angegeben wird. Zu dieser noch heute in der Forschung umstrittenen Frage nahm Calcidius Stellung, indem er der Urmaterie eine von ihr selbst verursachte Bewegung absprach und als Ursache äußere Einflüsse annahm.

### Der Mensch im Kosmos
Eingehend behandelte Calcidius die göttliche Vorsehung (providentia) und ihr Verhältnis zum Schicksal (fatum). Dieses Thema wird zwar im Timaios nicht näher erörtert, war aber für den Kommentator von zentraler Bedeutung; er hatte sich mit dem stoischen Vorsehungskonzept auseinanderzusetzen und die platonische Position herauszuarbeiten. Nach der Darstellung des Calcidius wird die Welt vom „höchsten Gott“ regiert, dessen Walten allerdings den menschlichen Horizont übersteigt. Die Vorsehung wird nicht unmittelbar von dieser Gottheit selbst ausgeübt; sie ist vielmehr mit dem göttlichen Intellekt, der von den griechischen Denkern Nous genannt wird, gleichzusetzen. Im Nous ist der göttliche Wille zu verorten. Diesen nennen die Menschen „Vorsehung“, doch das Wesentliche dabei ist nicht, dass Künftiges vorhergesehen wird, sondern dass das Verstehen, die Einsicht, das Merkmal des göttlichen Geistes ist. Die Vorsehung ist der Gesetzgeber des ewigen und des zeitlichen Lebens. Sie bestimmt unmittelbar alles, was der intelligiblen (rein geistigen und göttlichen) Welt angehört. Auf die physische, sinnlich wahrnehmbare Welt hingegen wirkt sie nur indirekt ein. Dort waltet das ihr unterstellte fatum, das göttliche Gesetz, das als Schicksalsmacht in diesem Bereich für die Umsetzung des göttlichen Willens zuständig ist. Daneben gibt es dort aber auch die menschliche Initiative sowie Zufallsfügungen als zusätzliche Faktoren. Somit hängen die menschlichen Geschicke nur mittelbar und teilweise von der Vorsehung ab.
In erster Linie ging es Calcidius um die Bestimmung des Verhältnisses zwischen dem göttlichen und dem menschlichen Willen bei der Gestaltung der individuellen Schicksale. Dabei wandte er sich sowohl gegen die Denker, die eine göttliche Vorsehung bestritten, als auch gegen die Fatalisten, die dem menschlichen Willen keine Autonomie zubilligten, da alle Vorgänge unabänderlich vorherbestimmt seien. Nach seiner Lehre trifft der Mensch Entscheidungen, die nicht vorherbestimmt sind, sondern im freien Ermessen des Entscheidenden liegen. Die Folgen jedoch, die sich daraus ergeben, sind durch das Schicksalsgesetz festgelegt. Da das fatum ausschließlich gut ist, kann es keinesfalls die Ursache von Übeln sein. Diese platonische Position verteidigte Calcidius gegen mehrere Einwände der Stoiker, die der Vorherbestimmung eine weitaus maßgeblichere Rolle zuschrieben.
Calcidius fasste den Timaios als Fortsetzung von Platons Dialog Politeia auf. Das Gemeinsame der beiden Dialoge sah er in der Gerechtigkeitsthematik. In der Politeia werde die in menschlichen Angelegenheiten geltende Gerechtigkeit, die iustitia positiva, gesucht und gefunden. Im Timaios stelle Platon eine umfassendere Gerechtigkeit dar, die iustitia naturalis. Diese natürliche Gerechtigkeit oder Angemessenheit (aequitas), die Ordnung des Kosmos, hielt Calcidius für die verbindliche Norm des positiven Rechts. Er meinte, sie weise ein natürliches Maß (genuina moderatio) auf, durch das sie den menschlichen Gesetzen und Rechtsformeln das ihnen von Natur aus zukommende Wesen (substantia) verleihe, wenn sie bei der Gesetzgebung angewandt werde.
Unter Heranziehung der Politeia stellte Calcidius seinen Lesern eine dreiteilige hierarchische Struktur vor Augen, die er für ein fundamentales Organisationsprinzip der Welt hielt. Nach diesem Modell lenkt die Gottheit das Universum von oben, von der höchsten Himmelsregion her. Die Ausführung des göttlichen Willens obliegt den daemones oder Engeln, die den mittleren Bereich zwischen der höchsten Himmelssphäre und der Erde bevölkern. Zuunterst sind die irdischen Geschöpfe angesiedelt; sie nehmen den niedrigsten Rang ein und unterstehen der Kontrolle der ihnen übergeordneten Mächte. In einem richtig – das heißt nach dem Vorbild des Kosmos – aufgebauten Staat besteht eine analoge dreiteilige Ordnung. Seine Bevölkerung ist in drei Stände gegliedert: die kleine regierende Elite der Philosophenherrscher, den Wächterstand als ausführende Instanz und die ganz auf fürsorgliche Kontrolle und Lenkung angewiesene Volksmasse. Diese Rangordnung soll sich in der räumlichen Gestalt des Stadtstaats, der Polis, spiegeln; die Wohnsitze der Herrscher sollen sich im höchstgelegenen Teil des Stadtgebiets befinden. Nach demselben Prinzip ist auch der einzelne Mensch dreiteilig strukturiert: Die Herrschaft steht der „königlichen“ Seele als Trägerin der Vernunft (ratio) zu. Sie hat daher ihren Sitz zuoberst, im Kopf, der gleichsam die Burg (arx) des Körpers darstellt. Der Wille, der sich im muthaften Streben äußert, hat die Anweisungen der Vernunft auszuführen; er wirkt mit seiner Kraft und Leidenschaft im mittleren Bereich des Körpers, im Brustraum. Der Unterleib, in dem sich die körperlichen Begierden regen, nimmt rangmäßig und physisch den untersten Platz ein, er ist nur zum Gehorsam bestimmt. Die menschlichen Emotionen und Begierden dürfen allerdings nicht mit analogen tierischen gleichgesetzt werden; da sie Äußerungen der Seele eines Vernunftwesens sind und der Vernunft unterstellt sind, stehen sie über den analogen Impulsen der Tiere und erhalten einen rationalen Charakter.
In diesem anthropologischen Konzept ist die Seele autonome Lenkungsinstanz, der Körper bloßes Werkzeug. Demgemäß verteidigte Calcidius die platonische Seelenlehre ausführlich gegen die Kritik des Aristoteles und wandte sich auch gegen die Behauptung anderer Denker, die Seele sei körperlich. Er meinte, die aristotelische Bestimmung der Seele als Form des Körpers sei verfehlt, die Verneinung einer eigenständigen Existenz der Seele unabhängig vom Körper sei ein schwerer Irrtum. Dem aristotelischen Seelenverständnis stellte er das platonische entgegen, dem zufolge die Seele von Natur aus einer rein geistigen Welt angehört und sich aus eigener Kraft betätigt, ohne dazu eines Körpers zu bedürfen.

## Rezeption
In der Spätantike fanden der lateinische Timaios und der dazugehörige Kommentar sehr wenig Beachtung. Die breite Nachwirkung setzte erst im Mittelalter ein. Die Anzahl der erhaltenen Handschriften – es sind mindestens 198 – lässt die Intensität der Beschäftigung mit dem Werk erkennen.

### Spätantike
Eine spätantike Calcidius-Rezeption wurde in der älteren Forschung verschiedentlich vermutet, konnte aber nicht nachgewiesen werden. Erst 1991 hat Marion Lausberg gezeigt, dass Macrobius in der Vorrede zu seinen Saturnalia eine Passage aus der lateinischen Timaios-Übersetzung übernommen hat. Ungewiss ist, ob der Afrikaner Favonius Eulogius, ein Schüler des Augustinus, in seiner Disputatio de somnio Scipionis den Kommentar des Calcidius benutzt hat oder ob die beiden Autoren eine gemeinsame lateinische Vorlage kopiert haben; das erstgenannte Verhältnis gilt heute als wahrscheinlicher.

### Mittelalter und frühe Renaissance
Im Mittelalter war der Timaios der lateinischsprachigen Gelehrtenwelt des Abendlands in erster Linie durch die Übersetzung und den Kommentar des Calcidius bekannt, doch auch die ältere Teilübersetzung Ciceros war mancherorts zugänglich. Oft unterschied man nicht inhaltlich zwischen Platons Dialog und dem Kommentar, Deutungen des Calcidius wurden mit Platons Auffassung gleichgesetzt. Schon im 9. Jahrhundert wurde der Kommentar glossiert, das heißt mit Erläuterungen versehen. Später wurde die Glossierung erweitert. Im Lauf der Zeit etablierte sich eine Standard-Glossierung, die den Text in den Abschriften begleitete und noch im Spätmittelalter und der Renaissance ergänzt wurde. Manche Bearbeiter und Glossatoren fügten Diagramme ein; sie ersetzten die Diagramme im Text des Calcidius durch abgewandelte oder versahen die Randglossen mit eigenen Diagrammen.

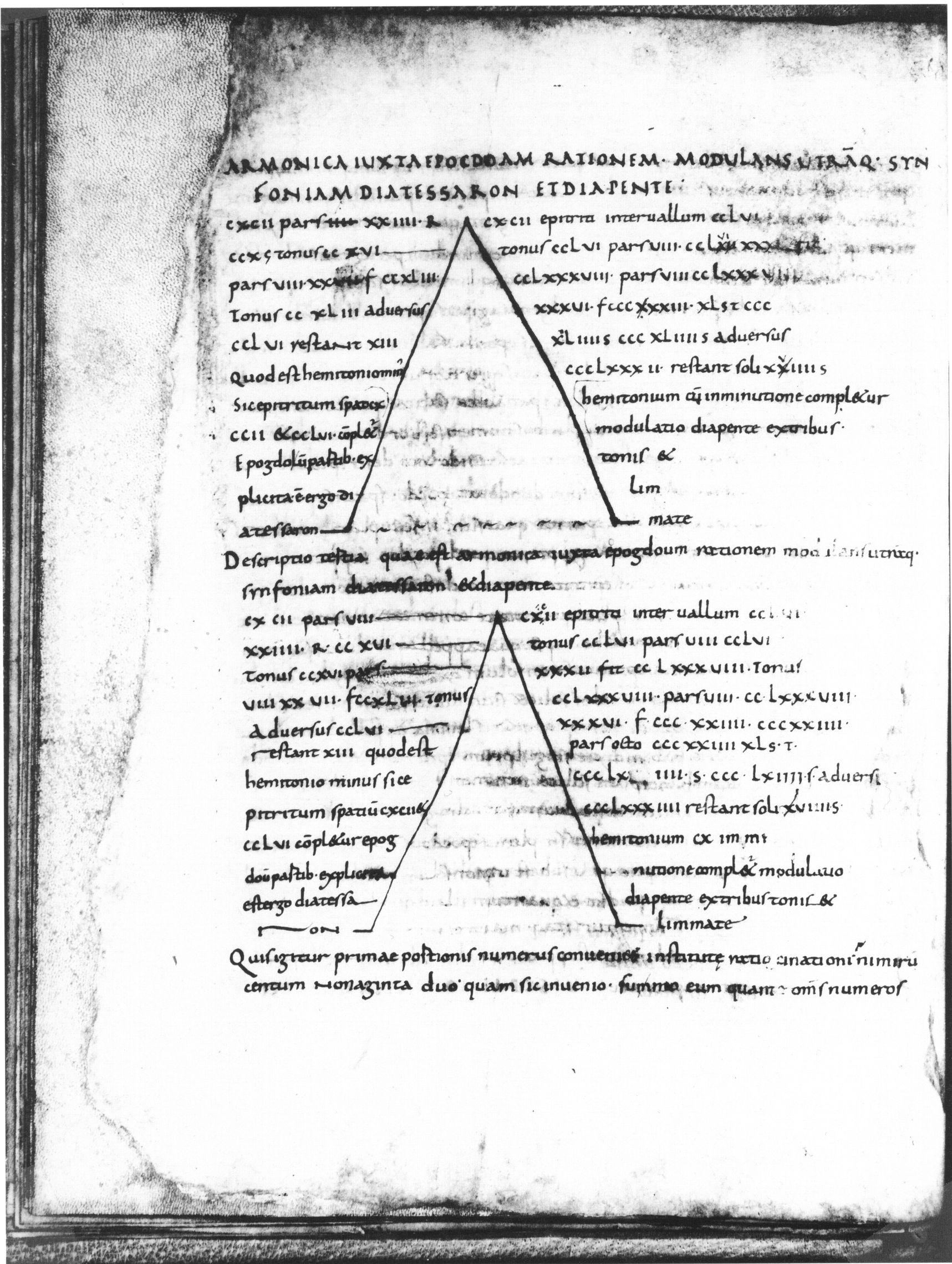
Musikalische Diagramme in einer im 9. Jahrhundert geschriebenen Handschrift des Timaios-Kommentars. Lyon, Bibliothèque municipale, 324, fol. 22v

Abschriften der Übersetzung und des Kommentars waren in Gallien schon im 6. Jahrhundert, in Hispanien spätestens im 7. Jahrhundert vorhanden. Die ältesten erhaltenen Calcidius-Handschriften stammen aus dem 9. Jahrhundert. Bereits zu Beginn des 9. Jahrhunderts fanden Dialog und Kommentar im Kreis der Schüler Alkuins Beachtung.
In der zweiten Hälfte des 10. Jahrhunderts studierten zwei der angesehensten Gelehrten, Abbo von Fleury und Gerbert von Aurillac, das Werk des Calcidius und nahmen darauf Bezug. Abbo empfahl die Lektüre des Timaios-Kommentars, in dem er eine gute Darstellung der vier Fächer des Quadriviums (Arithmetik, Geometrie, Musik, Astronomie) sah, und verwertete den astronomischen Teil für seine Osterrechnung. Zur Zeit Abbos und Gerberts – möglicherweise in Zusammenhang mit ihren Aktivitäten – entstanden die „Brüsseler Glossen“ zum Kommentar, eine mathematische Glossierung mit eigenen Diagrammen des Glossators in einer Handschrift, die sich heute in Brüssel befindet.
Im 11. Jahrhundert nahm das Interesse an dem Kommentar stark zu und erreichte einen Höhepunkt; 18 damals angefertigte Handschriften sind erhalten. Man las Platons Dialog aus der Perspektive des spätantiken Kommentators, dessen Werk als Schulbuch für die vier quadrivialen Fächer verwendet wurde. Manchen Abschriften wurde eine knappe Einführung (accessus) zu Calcidius beigefügt. Den Grundstock des accessus bildete eine Notiz, die den Schriftsteller als Diakon oder Archidiakon bezeichnete und den Auftraggeber mit Bischof Ossius von Córdoba identifizierte; in späteren Handschriften wurden weitere Einzelheiten ergänzt. Fortan galt Calcidius als Kleriker. Dies kam seiner Autorität zugute und schützte ihn vor dem Verdacht, er habe als Heide Irrlehren vertreten.
Im 12. Jahrhundert setzte eine ausführliche Glossierung des Timaios ein, die auch die staatstheoretischen und anthropologischen Ausführungen des Calcidius einbezog. Besondere Beachtung fand bei den Glossatoren die Anwendung des kosmischen Analogieprinzips auf den Staat und den Menschen, die Calcidius in seinem Kommentar im Anschluss an Ausführungen Platons im Timaios und in der Politeia dargelegt hatte. Allerdings ging die Beschäftigung mit dem Kommentar zurück; er wurde von der aufkommenden mittelalterlichen Timaios-Kommentierung in den Hintergrund gedrängt. Ab dem 12. Jahrhundert schrieb man die Timaios-Übersetzung meist ohne den Kommentar des Calcidius ab.
Ein wichtiger Impulsgeber des geistigen Lebens war im 12. Jahrhundert die „Schule von Chartres“. Dabei handelte es sich um eine Gruppe von einflussreichen Gelehrten der frühen Scholastik, die der christlichen Schöpfungslehre eine philosophische Auslegung gaben. Sie gingen von Grundannahmen des Platonismus aus und versuchten, eine Übereinstimmung zwischen dem Weltbild des Timaios und dem des biblischen Schöpfungsberichts aufzuzeigen. Zu den namhaften „Chartresern“ zählten Bernhard von Chartres und Wilhelm von Conches, zwei in der ersten Hälfte des 12. Jahrhunderts tätige Gelehrte, die sich intensiv mit der platonischen Naturphilosophie befassten. Bernhard gilt als Verfasser der Glose super Platonem, eines anonym überlieferten Timaios-Kommentars in Form von Glossen, oder zumindest eines Teils dieser Glossen. Wilhelm trat als Autor naturphilosophischer Schriften und Ausleger des Timaios hervor. Beide Kommentatoren setzten sich mit der Arbeit ihres Vorgängers Calcidius auseinander. In dem Bernhard zugeschriebenen Glossenkommentar wird die Leistung des spätantiken Gelehrten auffallend kritisch beurteilt, doch wird viel Material aus seinem Werk stillschweigend übernommen. Dies deutet darauf, dass der Autor des neuen Kommentars mit seinem Vorgänger in Konkurrenz trat und dessen Schrift verdrängen wollte. Wilhelm hingegen, der sich wohl nicht in einem so ausgeprägten Konkurrenzverhältnis zu Calcidius sah, kam zu einer positiveren Einschätzung. Zu den stark von der platonischen Naturphilosophie geprägten Persönlichkeiten dieser Zeit zählte auch der Philosoph und Dichter Bernardus Silvestris. Seine Kosmologie und Anthropologie lässt den Einfluss von Calcidius’ Analogiedenken erkennen. Auch das im späten 12. Jahrhundert verfasste Epos De planctu Naturae (Über die Klage der Natur) des Alanus ab Insulis enthält Gedankengut aus dem spätantiken Timaios-Kommentar.
Folgenreich war die Rezeption des von Calcidius formulierten platonischen Gerechtigkeitskonzepts mit dem Begriffspaar von iustitia naturalis und iustitia positiva. Dieses Konzept wurde im 12. Jahrhundert von den Rechtsphilosophen, welche die Lehre vom Naturrecht entwickelten, aufgegriffen. Der Text des Timaios bot dafür keine ausreichende Handhabe, wohl aber der Kommentar des Calcidius. Dort fand man den Kerngedanken des Naturrechts: Calcidius hatte den gesamten Timaios als Platons Lehre von der natürlichen Gerechtigkeit interpretiert und ihm die Politeia als Lehre von der „positiven“, vom Menschen durch Rechtsetzung geschaffenen Gerechtigkeit gegenübergestellt. Nach seinem Verständnis ist das Recht, das unter den Menschen zu gelten hat, ein Ausfluss der kosmischen Ordnung, der Naturgesetze, die auf mathematischen Gegebenheiten basieren. Dieser Gedanke wurde zu einer der Wurzeln der mittelalterlichen und neuzeitlichen Vorstellung, die Norm des vom Menschen geschaffenen Rechts sei in der Natur selbst zu finden. Besonders deutlich zeigt sich dies in der um 1200 entstandenen Summa Duacensis, einem juristischen Handbuch, dessen unbekannter Verfasser das Naturrecht mit Berufung auf den Timaios definierte. Er fasste die gesamte Schöpfung als Rechtsordnung auf, in der jedem Geschöpf dadurch, dass es geschaffen wurde, ein Recht zugeteilt ist.
Im späten 14. und im 15. Jahrhundert erwachte ein neues Interesse an Calcidius im Zuge der Entfaltung des Renaissance-Humanismus, der zunächst in Italien aufblühte. Dies lässt sich an der Zahl der damals geschriebenen Handschriften – mindestens 40, davon mindestens 28 aus Italien – ablesen. Teils kopierte man nur die Timaios-Übersetzung, teils nur den Kommentar, teils beides zusammen. Die meisten größeren öffentlichen und fürstlichen Bibliotheken Italiens sowie zahlreiche Humanisten besaßen Abschriften. Francesco Petrarca (1304–1374) trug in sein Exemplar Notizen ein, die seine starke Beschäftigung mit dem Werk erkennen lassen. Der später als Übersetzer und Interpret platonischer Dialoge bekannte Humanist Marsilio Ficino fertigte als junger Mann 1454 eigenhändig eine Kopie des Kommentars an, in die er eine Fülle von Notizen zum Sprachgebrauch, zum Inhalt und zu den Quellen eintrug. Als er später eine neue lateinische Timaios-Übersetzung erstellte, zog er zwar die spätantike heran, doch war ihm die Vorarbeit seines Vorgängers wenig hilfreich, denn dessen Latein entsprach nicht den hohen Anforderungen der Humanisten; daher griff er nur punktuell darauf zurück. Auch Ficinos Freund Giovanni Pico della Mirandola (1463–1494) besaß ein Exemplar von Calcidius’ Werk, das er mit Notizen versah.

### Neuzeit
Im Jahr 1520 erschien in Paris die Erstausgabe der Timaios-Übersetzung und des Kommentars. Der Herausgeber war der Humanist Agostino Giustiniani (Augustinus Justinianus), Bischof von Nebbio. Im Widmungsbrief äußerte sich Giustiniani begeistert über die Gelehrsamkeit und Unvoreingenommenheit des Calcidius, der so objektiv geschrieben habe, dass aus seinen Darlegungen nicht einmal hervorgehe, ob er Christ oder Jude gewesen sei. Später hielten manche Gelehrte den Platon-Ausleger für einen Juden, andere – darunter der Philosoph Ralph Cudworth (1617–1688) und der Philologe Johann Albert Fabricius (1668–1736) – für einen Christen. Fabricius brachte 1718 in Hamburg eine neue Edition der Timaios-Übersetzung und des Kommentars heraus. Eine weitere Hypothese trug 1733 der Kirchenhistoriker Johann Lorenz von Mosheim in einer eingehenden Untersuchung der Religionsfrage vor. Er meinte, Calcidius sei weder Christ noch Jude gewesen, auch kein reiner Platoniker, sondern ein paganer Eklektiker, der seine platonische Philosophie mit christlichen Konzepten angereichert habe.
In der Moderne ist die Leistung des Calcidius oft geringschätzig beurteilt worden. Nach einer verbreiteten Einschätzung war er ein bloßer Kompilator, der Material aus älterer Literatur zusammentrug. Das Verdikt der mangelnden Originalität bewirkte, dass in der Forschung die Frage nach seinen heute verlorenen Quellen in den Vordergrund trat. So befand Eduard Zeller 1881 in der dritten Auflage seines Handbuchs der griechischen Philosophiegeschichte, die Schriftstellerei des Calcidius erhebe sich nicht „über den Charakter unselbständiger Nachahmung“, und Bronislaus Switalski schrieb 1902, man dürfe von ihm „nichts Selbständiges erwarten“. Jan Hendrik Waszink konstatierte 1973, der Timaios-Kommentar enthalte keine persönlichen Deutungen und Ansichten des Verfassers, sondern nur Material aus seinen Vorlagen, den heute verlorenen Schriften des Porphyrios, des Adrastos und des Origenes. Die originale Leistung des Calcidius bestehe im Aufbau des Ganzen und in der Formgebung, „der man ein gewisses Verdienst nicht absprechen kann“. Goulven Madec urteilte 1989, Calcidius habe es nicht zu „einer wirklich eigenen Lehrmeinung“ gebracht; seine Originalität liege in der Gesamtanlage und der Darstellung für ein lateinischsprachiges Publikum mit einer in sich relativ geschlossenen philosophischen Terminologie.
Weit positiver fiel 2008 das Urteil von Peter Dronke aus. Er bezeichnete den Timaios-Kommentar als ein einzigartiges und tief individuelles Erzeugnis, das acht jahrhundertelang außergewöhnliche Denker bei ihrer Suche nach Wahrheit und nach einem unkonventionellen Weltbild inspiriert habe. Calcidius habe zu geistiger Freiheit und ergebnisoffener Forschung angeregt. Auch sonst wird in den Würdigungen die außerordentliche Bedeutung von Calcidius’ Werk für die Platon-Rezeption im Mittelalter hervorgehoben. Bis um die Mitte des 12. Jahrhunderts war der lateinische Timaios der einzige größere Platontext, der den Gelehrten West- und Mitteleuropas zur Verfügung stand, und auch in der Folgezeit blieb er noch lange der wichtigste. Für seine Interpretation war bis zum 12. Jahrhundert nur der spätantike Kommentar maßgeblich. Daher wird der Einfluss des Calcidius auf die europäische Geistesgeschichte hoch veranschlagt.
Ada Neschke-Hentschke würdigte 2005 die Rolle des Calcidius in der Geschichte des Naturrechts. Sie schrieb, die noch heute geläufige Unterscheidung von natürlichem und positivem Recht gehe auf seine Timaios-Auslegung zurück. Die juristische und rechtsphilosophische Tradition, die daran anknüpfte, sei der determinierende Faktor der abendländischen Rechtsentwicklung gewesen.

## Textausgaben und Übersetzungen
- Béatrice Bakhouche (Hrsg.): Calcidius: Commentaire au Timée de Platon. 2 Bände, Vrin, Paris 2011, ISBN 978-2-7116-2264-1 (kritische Edition mit französischer Übersetzung und ausführlicher Einleitung; der zweite Band enthält den Kommentar der Herausgeberin)
- Jan Hendrik Waszink (Hrsg.): Timaeus a Calcidio translatus commentarioque instructus (= Plato Latinus, Band 4). [1962]. 2., ergänzte Auflage, Brill, London/Leiden 1975, ISBN 978-0-854-81052-9 (kritische Edition mit ausführlicher Einleitung)
- Claudio Moreschini (Hrsg.): Calcidio: Commentario al “Timeo” di Platone. Bompiani, Milano 2003, ISBN 88-452-9232-0 (lateinischer Text der Timaios-Übersetzung und des Kommentars nach der Ausgabe von Waszink, aber ohne den kritischen Apparat, und italienische Übersetzung)
- John Magee (Hrsg.): Calcidius: On Plato's “Timaeus”. Dumbarton Oaks, Cambridge (Mass.) 2016, ISBN 978-0-674-59917-8 (lateinischer Text der Timaios-Übersetzung und des Kommentars nach den Ausgaben von Waszink und Bakhouche, aber ohne den kritischen Apparat, und englische Übersetzung)